# Йорданс, Ханс Четвёртый
Ханс Йорданс Четвёртый (нидерл. Hans Jordaens de Vierde; 1616, Делфт — 1680, Ворбург, Южная Голландия) — голландский живописец, писал картины на библейские сюжеты и пейзажи. Работал в Риме. Член большой семьи живописцев.

## Биография
По сведениям Арнольда Хоубракена, изложенным в сборнике биографий «Великий театр нидерландских художников и художниц» (De Groote Schouburgh der Nederlantsche Konstschilders en Schilderessen, 1718—1721), Ханс Йорданс родился в 1616 году в Делфте, где получил звание мастера.
Он провёл долгое время в Риме, Венеции и Неаполе, и Хoубракен не был уверен, появились ли его лучшие работы до или после этой поездки. Он мог «с легкостью расставлять свои фигуры на картинах», и за это «Перелётные птицы» (объединение художников-иностранцев в Риме) дали ему прозвание «Potlepel» (Ложка-кастрюля), или «Brypotlepel» (Горшечная ложка) — по обычаю общества все его члены получали шуточные «изогнутые имена». Хоубракен также упомянул, что Лука Джордано считался его сыном (предположительно, со времени его пребывания в Неаполе), и его работы имелись в галерее Яна ван Бёнингена в Амстердаме. Гравёр по имени Л. Йорданс работал около 1660 года и мог быть сыном Ханса Четвёртого. Л. Йорданс работал с картографом Захариасом Романом над пейзажами Зеландии.
По данным RKD (Нидерландского института истории искусств) Йорданс Четвёртый находился в Риме в 1643—1650 годах и был в Лейдене в 1654—1656 годах. Возможно, он был сыном Симона Йорданса Первого и учителем Питера Янса ван Рейвена. Никаких достоверных работ, приписываемых именно ему, не сохранилось, поскольку его биографические данные были перепутаны с биографическими данными Ханса Йорданса Третьего.